# Luciano Ciancola
Luciano Ciancola (* 22. Oktober 1929 in Rom; † 25. Juli 2011 in Ardea) war ein italienischer Radrennfahrer. Er gewann 1952 die Weltmeisterschaft im Straßenrennen der Amateure. 

## Sportliche Laufbahn
Ciancola erreichte seine Erfolge ausschließlich als Straßenfahrer. Er fuhr zunächst als Amateur und gewann 1950 sein erstes Rennen beim italienischen Straßenrennen Giro di Campania. 1951 nahm er zum ersten Mal an einer Amateur-Straßenweltmeisterschaft teil und wurde Fünfter. Ein Jahr später wurde er in Luxemburg Amateur-Weltmeister. 
Nach dem Gewinn des Weltmeisterschaftstitels wechselte Ciancola ins Berufsfahrerlager, wo er einen Vertrag beim italienischen Rennstall Arbos-Pirelli erhielt. Mit dem Gewinn des Rennens Mailand–Bologna hatte er bei den Profis einen gelungenen Einstand. 1953 beteiligte sich Ciancola an der Tour of Britain. Er gewann die zweite Etappe, schied später aber aus dem Rennen aus. Er wurde 1954 Italienischer Meister bei den Unabhängigen im Straßenrennen und gewann im gleichen Jahr das Straßenkriterium Trofeo Fenaroli. Seinen letzten Sieg feierte Ciancola 1955 beim italienischen Rundstreckenrennen Circuito delle Case Bruciate. Vorher hatte er zum ersten Mal in seiner Laufbahn am Giro d’Italia teilgenommen. Unter den 86 klassifizierten Fahrern landete er auf dem 82. Rang. Seine beste Platzierung als Sechster erreichte er auf der neunten Etappe. 
Seine letzten Rennen als Berufsfahrer fuhr Ciancola 1960 für das italienische Team Ignis. Er nahm noch einmal am Giro d’Italia teil und landete unter 97 Fahrern auf dem 92. Platz.